# Égérie Casaubon
Pour les articles homonymes, voir Casaubon.
 (décembre 2023).

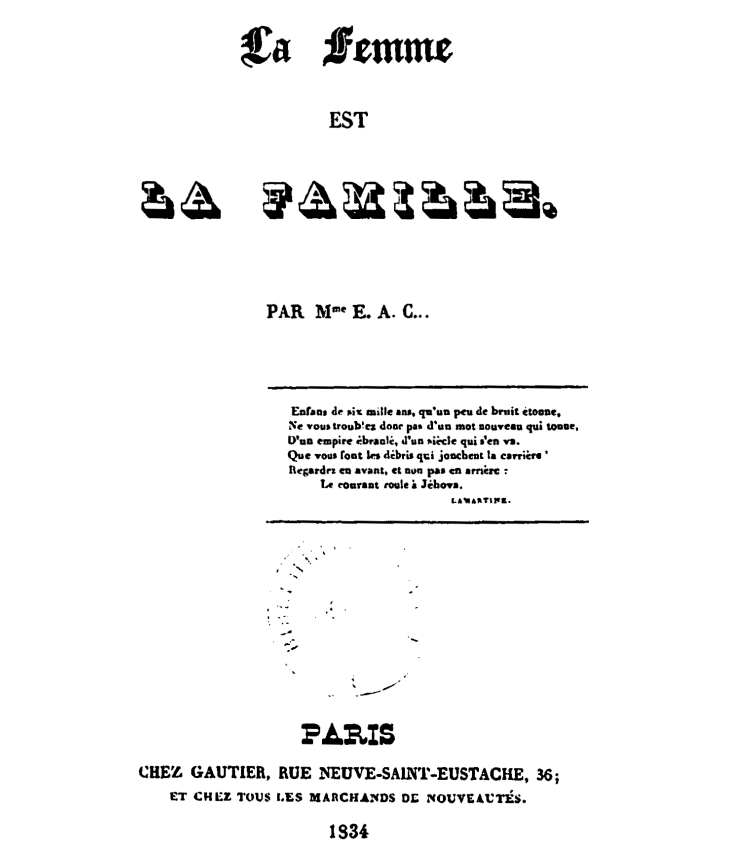

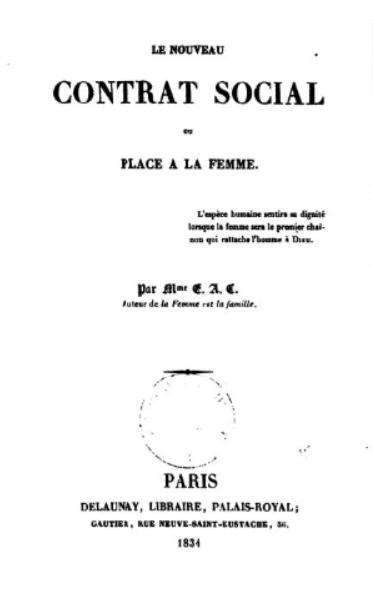

Égérie Casaubon est une féministe française qui a vécu pendant le XIXe siècle. Très peu d'informations existent à son sujet. Trois de ses écrits témoignant de son activité en tant qu'autrice ont subsisté dans le temps, tous rejoignant l’école de pensée saint-simonienne. 
La brochure La femme est la famille, dans laquelle elle partage pour la première fois ses idées avec le public, puis l’écrit plus long, Le Nouveau Contrat social ou place à la femme, dans lequel elle précise les idées de la brochure précédente, ont été publiés les deux en 1834 sous ses initiales, alors que Mémoire en faveur de l’abolition de la peine de mort a été publié en 1836 sous le nom de « Mme Égérie ». Elle a côtoyé les cercles saint-simoniens, comme en témoigne la dédicace de son dernier opuscule, adressé au Père Enfantin, un des leaders du mouvement, bien qu’elle ne semble pas en avoir été une membre officielle. Les femmes qui en étaient membres officiellement, comme Claire Bazard, Cécile Fournel ou Aglaé Saint-Hilaire, étaient principalement des épouses, des sœurs, des cousines et des filles d’hommes du mouvement, mais la plupart des membres féminines du Saint-Simonien, à l’instar de Suzanne Voilquin, Reine Guindorf et Désirée Veret, travaillaient comme ouvrières dans l'industrie textile et avaient des possibilités d'éducation limitées. Ce sont pourtant elles qui ont acquis la notoriété en tant que représentantes féministes du saint-simonisme. C'est donc probablement à cause de ce contexte historique de la France dans les suites de la Révolution française et à l'époque des soulèvements sociaux et des révolutions ouvrières du XIXe siècle que les textes d'Égérie Casaubon, en raison de leurs tendances chrétiennes et maternalistes, n'ont guère retenu l'attention des études féministes modernes, qui se sont plutôt concentrées sur les représentantes prolétariennes et révolutionnaires. La place d'Égérie Casaubon dans la première vague du féminisme est indéniable, d'autant plus que ses textes reprennent les tendances philosophiques, politiques et économiques de son époque et les utilisent pour une argumentation féministe dans le sens de l'égalité des droits et des positions des deux sexes. Son plaidoyer en faveur de la liberté individuelle, de la valorisation et de la reconnaissance politique, juridique et sociale de la femme sont donc considérés, en particulier dans les dernières recherches sur le féminisme du XXIe siècle, comme les premiers jalons des tendances féministes et de réforme sociale qui ont suivi.

## Contexte

### Le maternalisme et la théologie chrétienne comme approches féministes
L'idéalisation de la maternité comme base d'une argumentation féministe et de la justification de l'égalité des droits entre l'homme et la femme se retrouve de manière si diverse dans différents discours, surtout au début de la deuxième moitié du XIXe siècle, que l'on ne peut plus parler d'un courant unique, mais d'une tendance commune en ce qui concerne le maternalisme. L'approche féministe d'Égérie Casaubon s'inscrit dans le cadre de la théologie chrétienne libérale, qui ne considère pas la femme comme subordonnée à l'homme, mais comme son égale, et l'union des deux comme l'origine de toute vie et de l'existence humaine. Dans ses écrits, Casaubon condamne l'interprétation biblique patriarcale de la femme, qui la dépeint comme un objet de plaisir créé à partir de la côte de l'homme, lui appartenant donc automatiquement, ainsi que comme un objet subordonné qui, par sa chute, aurait conduit l'humanité à sa perte. Au contraire, l'approche féministe de Casaubon ne voit pas la femme comme la servante de l'homme, mais comme la servante de Dieu qui, dans son rôle de mère, remplit la mission de reproduction voulue par Dieu et est ainsi à l'origine de tous les hommes. L'aspect chrétien du rôle de mère confère à la femme non seulement son statut de fondement originel et de pilier permanent de l'humanité, mais aussi, au sein de la relation entre les sexes, sa position de partenaire égale et d'élément perfectionnant de l'être humain. Comme de nombreux autres courants féministes, le courant chrétien libéral voit dans l'inégalité de traitement et l'assujettissement patriarcal de la femme une disproportion dans l'ordre naturel. Casaubon utilise à cet effet dans ses publications la métaphore de l'esclave, particulièrement populaire dans la première vague du féminisme, pour illustrer l'inégalité de traitement et l'oppression des femmes par les hommes. La négation des droits fondamentaux, l'exclusion de l'espace public et la privation de l'autonomie féminine étaient également, pour Égérie Casaubon, des caractéristiques claires d'une domination masculine illégitime et d'un asservissement déplorable de la femme, qui contreviennent non seulement à tous les critères d'une bonne société, mais aussi à la volonté divine elle-même.

### Les Lumières et le droit naturel, piliers de l'argumentation féministe dans l'histoire des idées
L'argumentation d'Égérie Casaubon s'inscrit dans le cadre de la pensée des Lumières, dont Casaubon évoque explicitement les idées et les acquis en matière de dépassement des structures et des concepts traditionnels et discriminatoires pour certains groupes sociaux. Les concepts de droit naturel inné et de liberté de l'individu constituent la base des écrits de l’écrivaine, qui défend avec détermination le respect, l'égalité juridique et la dignité de tous les êtres humains. Selon elle, les Lumières sont le rétablissement de l'ordre légitime voulu par Dieu et les révolutions, et les mouvements des Lumières qui y sont liés sont des étapes nécessaires pour protéger tous les humains et toutes les sociétés des abus de pouvoir et de l'exploitation.
Égérie Casaubon ne se considère donc pas comme une féministe, mais plutôt comme une militante des droits humains qui agit dans l'intérêt de la société et du bien commun. L’égalité de l’individu est considérée par la philosophie des Lumières et la première vague féministe comme une condition nécessaire pour une paix, une sécurité et un développement durables de la société. Le bien commun de tous résulte, selon Casaubon, de la sauvegarde et du respect mutuels des droits humains, s'appuyant ainsi sur le même principe des Lumières que la Déclaration des droits de l'homme et du citoyen de 1789 et la Déclaration des droits de la femme et de la citoyenne de 1791, à la suite de la Révolution française.

### Approches de l'économie politique, critique de la société et réflexions sur la théorie de l'État
Outre les questions morales et religieuses, les textes de Casaubon présentent également certains parallèles avec les évolutions socioculturelles générales de la fin du XVIIIe et du début du XIXe siècle en ce qui concerne les questions de société et de théorie de l'État. Le Siècle des Lumières n'est pas seulement le berceau de différentes approches théoriques de l'État, mais aussi celui de concepts économiques modernes. L'exigence d'éducation des humains et la conviction que chaque membre de la société a une valeur individuelle et une mission indispensable sont également des éléments affirmatifs des Lumières. Égérie Casaubon partage donc l'opinion selon laquelle les humains ne peuvent développer leur plein potentiel et remplir le rôle qui leur a été attribué au sein de l'ordre naturel que s'ils sont éduqués de manière à remplir non seulement leur propre rôle, mais aussi à ne pas restreindre la marge de manœuvre des autres membres de la société et à respecter la position particulière de chacun. Dans les relations entre les sexes, cela signifie que l'homme et la femme forment une unité dont les deux composantes sont égales l'une à l'autre. Cette égalité signifie, aux yeux de Casaubon, que les deux sexes ont une valeur égale dans leur existence, mais qu'ils remplissent des tâches différentes au sein de la société et de la communauté des hommes et des femmes. Dans le cas de la femme, sa contribution à part entière à la société est la maternité. Elle est le lien entre une existence humaine individuelle ainsi qu’une société saine et réussie, car c'est elle aussi qui, de la fécondation à l'autonomie en passant par la naissance, protège, nourrit, soigne et éduque l'enfant. Le statut juridique de la femme et sa fonction de mère sont le point de départ des revendications révolutionnaires économiques, mais aussi féministes, d'Égérie Casaubon, très proches de celles des saint-simoniennes. Égérie Casaubon soutient que l'utilisation du nom du père pour les enfants est inappropriée en raison de l'investissement maternel dans leur production et dépossède les mères. Elle demande que les enfants portent le nom de leur mère et exige le versement d'une pension maternelle afin d'assurer l'existence des mères et de leurs enfants indépendamment des pères et du travail salarié. Selon elle, la maternité dépasse le concept contemporain de travail et constitue plutôt une ressource unique et non transférable qui provient de la vie même de la mère et ne repose pas uniquement sur ses compétences acquises ou apprises. Ce constat s'oppose fermement au mépris et à la discrimination des femmes, et les revendications de Casaubon en faveur d'une subsistance indépendante de l’homme, de la sécurité économique et de l'égalité sociojuridique des femmes sont des éléments décisifs qui rejoignent les théories politiques et économiques plus globales du début du XIXe siècle, que les chercheurs mettent en relation avec les mouvements féministes.

### Tendances de la recherche en vue d'une classification dans les débuts du socialisme
L'un de ces mouvements en particulier est à mettre en relation avec la personne d'Égérie Casaubon, car bien que l'on sache très peu de choses sur elle, on peut comprendre qu'elle était proche des saint-simoniennes et qu'elle était probablement issue de la classe ouvrière, comme les membres de ce mouvement. Dans ses publications, Casaubon revendiquait, à l'instar des textes de la revue saint-simonienne, un soutien économique et humanitaire pour les femmes, notamment en période postnatale, et plus tard une éducation gratuite pour tous, indépendamment de la classe sociale. Certaines initiatives étaient spécialement axées sur les besoins des femmes en tant que mères. La vie des mères et de leurs enfants devait notamment être garantie et améliorée par des soins médicaux gratuits et de meilleure qualité. En raison de ces revendications sociales révolutionnaires et de l'accent particulier mis sur les femmes de la classe ouvrière, Égérie Casaubon est considérée par les chercheurs comme une représentante du socialisme utopique. À l'instar de divers mouvements sociaux et théories de l'époque, publiés avant les ouvrages socialistes classiques de Friedrich Engels et de Karl Marx, les œuvres de Casaubon visaient également à éliminer fondamentalement la misère matérielle et l'injustice sociale. Leurs textes aspiraient à une transformation globale du système économique et politique de la société bourgeoise, non seulement d'un point de vue féministe, mais aussi au sens général.  Avant les révolutions de 1848-1849, le terme de « socialisme » n'était pas strictement défini, et le large spectre des groupes sociaux réformateurs et révolutionnaires ainsi que des positions théoriques sur la société du XIXe siècle ne peut pas être saisi uniquement dans le contexte du terme de « marxisme » utilisé plus tard. De même, la classification d'Égérie Casaubon comme socialiste précoce n'est qu'une tentative ultérieure de rattacher ses intérêts économiques et politiques à une idéologie politique connue. Les idées directrices de ses œuvres, orientées vers le bien commun, reflètent cependant sans conteste l'horizon sociopolitique général de l'époque et illustrent la diversité des théories politiques et de la pensée socialiste au début du XIXe siècle, après les Lumières.

### Tendances philosophiques des écrits d’Égérie Casaubon
D'autres influences de l'histoire intellectuelle et sociale auxquelles Égérie Casaubon se réfère clairement sont le philosophe Jean-Jacques Rousseau et son œuvre Du contrat social ou Principes du droit politique, auxquels Casaubon fait allusion, et pas seulement dans le titre de son deuxième ouvrage Le Nouveau Contrat social ou place à la femme. Comme Rousseau, elle tente de définir l'ordre social optimal qui préserve la liberté et la marge de manœuvre de l'individu au sein du système global et complexe de la société humaine. Dans son argumentation, Casaubon s'appuie sur deux principes fondamentaux pour atteindre et protéger la liberté ainsi que la dignité de l'individu, en particulier celles de la femme. D'une part, elle engage la responsabilité de la politique en exigeant la mise en place d'institutions telles que des écoles et des lieux de travail qui garantissent l'éducation de base et la sécurité des femmes, afin de les sortir de la dépendance économique. D'autre part, elle utilise une approche morale qui met l'accent sur l'éducation au respect mutuel. Une éducation chrétienne et l'accent mis sur le rôle de la femme en tant que fondement indispensable de la famille et de la société doivent permettre et encourager la cohabitation de l'homme et de la femme en tant que membres libres et égaux de la société dans une communauté harmonieuse et s'appréciant mutuellement. Ce faisant, elle critique fortement l'égoïsme social le plus destructeur des hommes, qui exploitent les femmes par égoïsme, ignorance et éducation chrétienne déficiente et nuisent ainsi à la société. L'appel de Casaubon à la révolution contre ces abus, adressé aux femmes, ne vise donc pas seulement la situation de la femme dans la société, mais l'état global de celle-ci. Casaubon plaide en conséquence pour les droits naturels et la liberté de chaque individu, qui lui reviennent de naissance et ne lui ont été retirés que par une société délabrée, qui s'oppose ainsi à l'ordre naturel prévu et à l'égalité des sexes : « La femme n'est pas née l'esclave de l'homme [...] », « La femme est née libre, aussi bien que vous ; [...] ».  C'est également en raison de cette approche philosophique et théorique de la question de la dignité humaine et des droits de la femme que les chercheurs considèrent Égérie Casaubon comme une précurseure du courant philosophique de l'existentialisme, en plein essor au XXe siècle. Comme les célèbres représentants de ce mouvement feront plus tard, Casaubon met en avant l'existence individuelle, la liberté et la responsabilité de l'individu. Les existentialistes affirment que l'être humain est fondamentalement marqué par la recherche de sens et de signification. Alors que les grandes célébrités de l'existentialisme, telles que Jean-Paul Sartre, Simone de Beauvoir ou Albert Camus, partent du principe que ces éléments porteurs de sens ne peuvent en aucun cas être définis pour un groupe de personnes dans son ensemble, mais varient d'un individu à l'autre, Casaubon donne une réponse claire au sens de l'existence féminine: la maternité comme base de l'accomplissement de l'unité chrétienne de l'homme et de la femme, du bien commun humain et finalement d'une société intacte, fonctionnelle et saine, et donc féconde et bonne.

## Thèmes
Plusieurs thèmes féministes se retrouvent dans les trois brochures qu’Égérie Casaubon a publiées à Paris, entre les années 1834 et 1836.

### Promotion du matronyme
Casaubon valorise l’idée que les enfants héritent du nom de famille de leur mère lorsqu’ils naissent. Elle met en évidence le rôle important que les femmes tiennent dans la venue au monde d’un enfant, souvent au péril de leur vie, alors qu’elles n’en tirent aucun bénéfice. Le nom de famille du père est inscrit sur l’acte de l’état civil français avant celui de la mère, le matronyme étant oublié à la génération suivante, et dans le cas d’une naissance hors-mariage, la mention de « père inconnu » stigmatise à jamais l’enfant. Casaubon compare alors la maternité avec le travail, en parlant du « travail de l’enfantement : [...] une femme en travail d’enfant ». Elle considère qu’utiliser le nom de famille de la mère plutôt que celui du père serait une rétribution naturelle au dur labeur fourni par la femme enceinte. Elle écrit dans La femme est la famille : « le fruit doit porter le nom de l'arbre qui lui [donne] la vie, non celui du jardinier qui y [greffe] le bourgeon. »

### Statut juridique de la femme mariée
L’écrivaine va plus loin et réclame même que la moitié des possessions territoriales d’une famille soit remise à la mère. Elle trouve que c’est son juste dû en échange du travail qu’elle offre en tant que mère et épouse. C’est parce que la féministe est consciente de l’état de dépendance des femmes envers les hommes, à cause de la loi française, qui les considère comme des mineures. Même si elles ne jouissent pas des mêmes droits que la gent masculine, elles font face aux mêmes devoirs, comme celui de payer diverses taxes. Elle trouve que cela plonge les femmes dans une situation d’esclavage et de mendicité envers leur propre mari. Elle ne manque pas non plus de souligner la situation précaire des femmes ayant donné naissance à des enfants hors mariage. Puisque certains hommes refusent de reconnaître leur paternité et d’aider financièrement leurs maîtresses, celles-ci sont obligées de travailler pour survivre. Or, comme les emplois les plus payants sont interdits aux femmes et comme ces dernières n’ont pas pu développer leur plein potentiel en raison d’un manque d’éducation, Casaubon trouve injuste que les femmes doivent subvenir à leurs besoins, en plus de ceux de leurs enfants. Elle s’interroge sur le rôle que devrait jouer l’État pour aider ces femmes, sachant qu’un enfant sur trois est illégitime en France à son époque, ainsi que de l’inefficacité des lois à empêcher les relations extraconjugales.

### Esclavage de la femme
Produit de son époque, Égérie Casaubon compare souvent les femmes avec les esclaves, par le traitement que les deux doivent endurer. Par exemple, les contemporains de la féministe lui disent que les femmes sont inférieures aux hommes et qu’elles n’existent que pour les servir, alors que de son côté, la militante sait que les hommes et les femmes ont été créés libres et égaux, mais différents. En pensant à ces hommes qui refusent de reconnaître le résultat de leurs aventures extraconjugales, elle souligne le double standard de la loi qui oblige les femmes à travailler sans leur donner les opportunités d’emplois et d’éducation nécessaires. Ainsi, toujours selon Casaubon, par les droits qui leur sont niés et les responsabilités qui leur sont exigées, les femmes sont placées dans un statut de subordination comparable à celui des esclaves. De plus, elle ne manque pas de remarquer que ces lois contraignantes responsables du traitement des femmes ont été décidées sans les principales concernées.